# BT Arena
El BT Arena, conocido hasta 2017 como Polyvalent Hall (en rumano: Sala Polivalentă: Sala Polivalentă) es un estadio multiuso interior en Cluj-Napoca, Rumanía. El local tiene un aforo de 10 000 personas en su configuración más grande. El edificio está localizado al lado del Cluj Arena.
Acogió un concierto el 31 de octubre de 2014 del músico inglés James Blunt, quien cantó su álbum Moon Landing, reuniendo una asistencia de más de 6000 personas.
También albergó el Counter-Strike: Global Offensiveo y el DreamHack Abierto Cluj-Napoca 2015.
El pabellón fue ampliado a 10 000 asientos para el EuroBasket 2017. Las obras comenzaron tras los Campeonatos de Gimnasia Artística de 2017.
Se realiza anualmente la World Challenge Cup Cluj-Napoca de Gimnasia Ritmica desde el 2019